# Achelia quadridentata
Achelia quadridentata là một loài nhện biển trong họ Ammotheidae. Loài này thuộc chi Achelia. Achelia quadridentata được miêu tả khoa học năm 1910 bởi Hodgson.